# Правителі та голови Києва

## Князі

### Поляни
| V-VI століття |  | Кий           | легендарний полянський князь, засновник Києва.                |
| V-VI століття |  | Щек           | легендарний брат Кия.                                         |
| V-VI століття |  | Хорив         | легендарний брат Кия.                                         |
| 864—882       |  | Аскольд і Дір | київські князі; за «Повістю временних літ» — підлеглі Рюрика. |

### Київська Русь
| 882—912   |  | Олег (Віщий)                         | київський князь; за «Повістю временних літ» — підлеглий Рюрика.                      |
| 913—945   |  | Ігор Рюрикович                       | перший київський князь з династії Рюриковичів.                                       |
| 945—957   |  | Ольга                                | перша київська княгиня, мати Святослава.                                             |
| 957—972   |  | Святослав Ігорович (Хоробрий)        | великий князь київський з династії Рюриковичів.                                      |
| 972—978   |  | Ярополк Святославович                | великий князь київський з династії Рюриковичів.                                      |
| 978—1015  |  | Володимир Святославович (Святий)     | великий князь київський з династії Рюриковичів, хреститель Русі.                     |
| 1015—1016 |  | Святополк Володимирович (Окаянний)   | великий князь київський з династії Рюриковичів.                                      |
| 1016—1018 |  | Ярослав Володимирович (Мудрий)       | великий князь київський з династії Рюриковичів.                                      |
| 1018—1019 |  | Святополк Володимирович (Окаянний)   | великий князь київський з династії Рюриковичів.                                      |
| 1019—1054 |  | Ярослав Володимирович (Мудрий)       | великий князь київський з династії Рюриковичів; укладач «Руської Правди».            |
| 1054—1068 |  | Ізяслав Ярославович                  | великий князь київський з династії Рюриковичів.                                      |
| 1068—1069 |  | Всеслав Брячиславич (Чародій)        | великий князь київський з гілки полоцьких Ізяславичів; правнук Володимира.           |
| 1069—1073 |  | Ізяслав Ярославович                  | великий князь київський з династії Рюриковичів.                                      |
| 1073—1076 |  | Святослав Ярославич                  | великий князь київський з династії Рюриковичів.                                      |
| 1076—1077 |  | Всеволод Ярославич                   | великий князь київський з династії Рюриковичів.                                      |
| 1077—1078 |  | Ізяслав Ярославович                  | великий князь київський з династії Рюриковичів.                                      |
| 1078—1093 |  | Всеволод Ярославич                   | великий князь київський з династії Рюриковичів.                                      |
| 1093—1113 |  | Святополк Ізяславич                  | великий князь київський з династії Рюриковичів.                                      |
| 1113—1125 |  | Володимир Всеволодович (Мономах)     | великий князь київський з династії Рюриковичів; ініціатор Любецького з'їзду.         |
| 1125—1132 |  | Мстислав Володимирович (Великий)     | великий князь київський з династії Рюриковичів (Мономаховичі).                       |
| 1132—1139 |  | Ярополк Володимирович                | великий князь київський з династії Рюриковичів (Мономаховичі).                       |
| 1139      |  | В'ячеслав Володимирович              | великий князь київський з династії Рюриковичів (Мономаховичі).                       |
| 1139—1146 |  | Всеволод Ольгович                    | великий князь київський з гілки чернігівських Ольговичів; правнук Ярослава Мудрого.  |
| 1146      |  | Ігор Ольгович                        | великий князь київський з гілки чернігівських Ольговичів; правнук Ярослава Мудрого.  |
| 1146—1149 |  | Ізяслав Мстиславич                   | великий князь київський з династії Рюриковичів (Мономаховичі).                       |
| 1149—1151 |  | Юрій Володимирович (Долгорукий)      | великий князь київський з династії Рюриковичів (молодші Мономаховичі).               |
| 1151—1154 |  | Ізяслав Мстиславич                   | великий князь київський з династії Рюриковичів (Мономаховичі).                       |
| 1154—1155 |  | Ростислав Мстиславич                 | великий князь київський з династії Рюриковичів (Мономаховичі).                       |
| 1155      |  | Ізяслав Давидович                    | великий князь київський з гілки чернігівських Святославичів.                         |
| 1155—1157 |  | Юрій Володимирович (Долгорукий)      | великий князь київський з династії Рюриковичів (молодші Мономаховичі).               |
| 1157—1158 |  | Ізяслав Давидович                    | великий князь київський з гілки чернігівських Святославичів.                         |
| 1159      |  | Мстислав Ізяславич                   | великий князь київський з династії Рюриковичів (Мономаховичі).                       |
| 1159—1161 |  | Ростислав Мстиславич                 | великий князь київський з династії Рюриковичів (Мономаховичі).                       |
| 1161      |  | Ізяслав Давидович                    | великий князь київський з гілки чернігівських Святославичів.                         |
| 1161—1167 |  | Ростислав Мстиславич                 | великий князь київський з династії Рюриковичів (Мономаховичі).                       |
| 1167—1169 |  | Мстислав Ізяславич                   | великий князь київський з династії Рюриковичів (Мономаховичі).                       |
| 1169—1170 |  | Гліб Юрійович                        | великий князь київський з династії Рюриковичів (молодші Мономаховичі).               |
| 1170      |  | Мстислав Ізяславич                   | великий князь київський з династії Рюриковичів (Мономаховичі).                       |
| 1170—1171 |  | Гліб Юрійович                        | великий князь київський з династії Рюриковичів (молодші Мономаховичі).               |
| 1171      |  | Володимир Мстиславич                 | великий князь київський з династії Рюриковичів (Мономаховичі).                       |
| 1171—1173 |  | Роман Ростиславич                    | великий князь київський з гілки смоленських Ростиславичів.                           |
| 1173      |  | Рюрик Ростиславич                    | великий князь київський з гілки смоленських Ростиславичів.                           |
| 1173      |  | Михайло Юрійович                     | великий князь київський з династії Рюриковичів (молодші Мономаховичі).               |
| 1173—1174 |  | Ярослав Ізяславич                    | великий князь київський з династії Рюриковичів (Мономаховичі).                       |
| 1174      |  | Святослав Всеволодович               | великий князь київський з гілки чернігівських Ольговичів.                            |
| 1174      |  | Ярослав Ізяславич                    | великий князь київський з династії Рюриковичів (Мономаховичі).                       |
| 1174—1176 |  | Роман Ростиславич                    | великий князь київський з гілки смоленських Ростиславичів.                           |
| 1176—1181 |  | Святослав Всеволодович               | великий князь київський з гілки чернігівських Ольговичів.                            |
| 1181      |  | Рюрик Ростиславич                    | великий князь київський з гілки смоленських Ростиславичів.                           |
| 1181—1194 |  | Святослав Всеволодович               | великий князь київський з гілки чернігівських Ольговичів.                            |
| 1194—1201 |  | Рюрик Ростиславич                    | великий князь київський з гілки смоленських Ростиславичів.                           |
| 1201—1202 |  | Роман Мстиславич                     | великий князь київський з династії Рюриковичів (Мономаховичі).                       |
| 1202—1203 |  | Інгвар Ярославич                     | великий князь київський з династії Рюриковичів (Мономаховичі).                       |
| 1203      |  | Рюрик Ростиславич                    | великий князь київський з гілки смоленських Ростиславичів.                           |
| 1203—1204 |  | Роман Мстиславич                     | великий князь київський з династії Рюриковичів (Мономаховичі).                       |
| 1204—1205 |  | Ростислав Рюрикович                  | великий князь київський з гілки смоленських Ростиславичів.                           |
| 1205—1206 |  | Рюрик Ростиславич                    | великий князь київський з гілки смоленських Ростиславичів.                           |
| 1206—1207 |  | Всеволод Святославич (Чермний)       | великий князь київський з гілки чернігівських Ольговичів.                            |
| 1207—1210 |  | Рюрик Ростиславич                    | великий князь київський з гілки смоленських Ростиславичів.                           |
| 1210—1214 |  | Всеволод Святославич (Чермний)       | великий князь київський з гілки чернігівських Ольговичів.                            |
| 1214—1223 |  | Мстислав Романович (Старий)          | великий князь київський з гілки смоленських Ростиславичів; загинув на Калці.         |
| 1223—1235 |  | Володимир Рюрикович                  | великий князь київський з гілки смоленських Ростиславичів.                           |
| 1235      |  | Ізяслав (Мстиславич) Володимирович   | великий князь київський з гілки чернігівських Ольговичів.                            |
| 1235—1236 |  | Володимир Рюрикович                  | великий князь київський з гілки смоленських Ростиславичів.                           |
| 1236—1238 |  | Ярослав Всеволодович                 | великий князь київський з династії Рюриковичів (молодші Мономаховичі).               |
| 1238—1239 |  | Михайло Всеволодович (Чернігівський) | великий князь київський з гілки чернігівських Ольговичів.                            |
| 1239      |  | Ростислав Мстиславович               | великий князь київський з гілки смоленських Ростиславичів.                           |
| 1239—1240 |  | Данило Романович                     | великий князь київський з династії Рюриковичів (Мономаховичі; волинські Романовичі). |

### Київське князівство

#### Васал Золотої Орди
| 1301—1321 |  | Станіслав Іванович    | київський князь з династії Рюриковичів (путивльська гілка). |
| 1321—1324 |  | Міндовг Гольшанський  | київський князь з династії Гедиміновичів (Гольшанські).     |
| 1324—1331 |  | Ольгимонт Міндовгович | київський князь з династії Гедиміновичів (Гольшанські).     |
| 1331—1362 |  | Федір Іванович        | київський князь з династії Рюриковичів (Ольговичі).         |

#### Васал Великого князівства Литовського
| 1362—1394 |                                                        | Володимир Ольгердович                                  | київський князь з династії Гедиміновичів (Олельковичів). |
| 1394—1440 | князівство скасовано, встановлено Київське намісництво | князівство скасовано, встановлено Київське намісництво | князівство скасовано, встановлено Київське намісництво   |
| 1440—1455 |                                                        | Олелько Володимирович                                  | київський князь з династії Гедиміновичів (Олельковичів). |
| 1455—1470 |                                                        | Семен Олелькович                                       | київський князь з династії Гедиміновичів (Олельковичів). |
| 1470      | князівство скасовано, встановлено Київське воєводство  | князівство скасовано, встановлено Київське воєводство  | князівство скасовано, встановлено Київське воєводство    |

## Воєводи

### Велике князівство Литовське
| 1471—1480 |  | Мартин Гаштовт               | воєвода з шляхетного литовського роду Гаштовтів гербу Абданк.                  |
| 1480—1482 |  | Іван Ходкевич                | воєвода з шляхетного руського роду Ходкевичів власного гербу Гриф.             |
| 1483—1492 |  | Юрій Пац                     | воєвода з шляхетного литовського роду Паців гербу Годзава.                     |
| 1492—1505 |  | Дмитро Путятич               | воєвода з князівського руського роду Путятичів, гілки Рюриковичів.             |
| 1505—1507 |  | Іван Глинський               | воєвода з князівського половецько-руського роду Глинських власного гербу.      |
| 1507—1508 |  | Юрій Монтовтович             | воєвода з шляхетного литовського роду Монтовтовичів гербу Монтовт.             |
| 1508—1511 |  | Юрій Гольшанський            | воєвода з князівського русько-литовського роду Гольшанських гербу Гіпоцентавр. |
| 1511—1514 |  | Юрій Радзивілл               | воєвода з шляхетського литовського роду Радзивіллів гербу Труби.               |
| 1514—1541 |  | Андрій Немирович (Немирич)   | воєвода з шляхетського литовського роду Немировичів гербу Яструбець.           |
| 1542—1544 |  | Іван Гольшанський            | воєвода з князівського русько-литовського роду Гольшанських гербу Гіпоцентавр. |
| 1544—1555 |  | Фредерик Пронський           | воєвода з князівського руського роду Пронських гербу Погоня Литовська.         |
| 1555—1559 |  | Григорій Ходкевич            | воєвода з шляхетного руського роду Ходкевичів власного гербу Гриф.             |
| 1559—1569 |  | Констянтин-Василь Острозький | воєвода з князівського русько-литовського роду Острозьких власного гербу.      |

### Корона Польська
| 1569—1608 |                                                                                              | Констянтин-Василь Острозький                                                                 | воєвода з князівського русько-литовського роду Острозьких власного гербу.                    |
| 1608—1618 |                                                                                              | Станіслав Жолкевський                                                                        | воєвода з шляхетського польсько-руського роду Жолкевських гербу Любич.                       |
| 1619—1628 |                                                                                              | Томаш Замойський                                                                             | воєвода з шляхетського польського роду Замойських гербу Єліта.                               |
| 1628—1629 |                                                                                              | Олександр Заславський                                                                        | воєвода з князівського руського роду Заславських власного гербу.                             |
| 1629—1630 |                                                                                              | Стефан Хмелецький                                                                            | воєвода з шляхетського польсько-руського роду Хмелецьких гербу Бонча.                        |
| 1630—1649 |                                                                                              | Януш Тишкевич                                                                                | воєвода з шляхетського руського роду Тишкевичів гербу Леліва.                                |
| 1649—1653 |                                                                                              | Адам Кисіль                                                                                  | воєвода з шляхетського руського роду Кисилів гербу Намет.                                    |
| 1654      | остаточна втрата Києва в результаті Хмельниччини; місто стає резиденцією московських воєвод. | остаточна втрата Києва в результаті Хмельниччини; місто стає резиденцією московських воєвод. | остаточна втрата Києва в результаті Хмельниччини; місто стає резиденцією московських воєвод. |

### Московське царство
| 1654—1655 |  | Федір Волконський | воєвода з князівського московського роду Волконських, гілки Ольговичів.  |
| 1656—1658 |  | Андрій Бутурлін   | воєвода з дворянського московського роду Бутурліних.                     |
| 1658—1660 |  | Василь Шереметєв  | воєвода з дворянського московського роду Шерємєтьєвих.                   |
| 1660—1663 |  | Юрій Барятинський | воєвода з дворянського московського роду Барятинських, гілки Ольговичів. |

## Війти

### Річ Посполита
| 1502—1514 |  | Занко Онкович          | війт (староста) з київського боярського роду.                          |
| 1524      |  | Ян                     | війт з київського міщанського роду.                                    |
| 1528—1540 |  | Іван Черевчей          | війт з київського міщанського роду.                                    |
| 1544—1548 |  | Ян Дхоревський         | війт з київського міщанського роду.                                    |
| 1548—1550 |  | Семен Мелешкович       | війт з київського міщанського роду.                                    |
| 1550—1555 |  | Максим Хонич           | війт з київського міщанського роду.                                    |
| 1558—1563 |  | Семен Мелешкович       | війт з київського міщанського роду.                                    |
| 1563—1564 |  | Богуш Ленкевич         | війт з київського міщанського роду.                                    |
| 1564      |  | Юрій Климович          | бургомістр з київського міщанського роду.                              |
| 1565—1566 |  | Юрій Климович          | війт з київського міщанського роду.                                    |
| 1566—1567 |  | Василь Черевчей        | війт з київського міщанського роду.                                    |
| 1568—1570 |  | Станіслав Соколовський | війт з київського міщанського роду.                                    |
| 1569      |  | Устим Фіц-Кобизевич    | війт з київського міщанського роду.                                    |
| 1570—1575 |  | Гаврило Рой            | війт з київського міщанського роду.                                    |
| 1575      |  | Семен Конашкович       | бургомістр з київського міщанського роду; виконавець обов'язків війта. |
| 1576—1580 |  | Федір Черевчей         | війт з київського міщанського роду.                                    |
| 1578—1592 |  | Яцько Балика           | бургомістр з київського міщанського роду Балик.                        |
| 1581—1587 |  | Семен Конашкович       | війт з київського міщанського роду.                                    |
| 1587—1593 |  | Федір Вовк             | війт з київського міщанського роду.                                    |
| 1593      |  | Еразм Стравинський     | війт з київського міщанського роду.                                    |
| 1593—1612 |  | Яцько Балика           | війт з київського міщанського роду Балик.                              |
| 1611—1620 |  | Артем Конашкович       | бургомістр з київського міщанського роду.                              |
| 1612—1618 |  | Федір Ходика-Кобизевич | війт з київського міщанського роду Кобизевичів.                        |

- Денис Мартянович — 1620
- Федір Тадрина — 1620
- Артем Конашкович — 1620
- Семен Мелешкович 1620–1621
- Федір Ходика — 1621–1627 (другий раз)
- Федір Скорина — 1627–1629
- Іван Євсейович — 1629–1631
- Яцько Балика — 1631–1633 (війтівський субделегат)
- Самійло Мефедович — 1633–1637
- Юзеф Ходика — 1637–1641
- Самуель Мефедович 1641–1644
- Анджей Ходика — 1644–1649
- Богдан Сомкович — 1653–1657

### Московське царство
- Михайло Сахнович — 1665–1670
- Федір-Ждан Тадрина — 1670–1677
- Іван Федорович Тадрина — 1677–1691
- Іван Демідович Бишкович — 1691–1695
- Василь Зіменко — 1695–1699 (субделегат)
- Влотсковський — 1699–1700

### Російська імперія
- Данило Полоцький — 1700–1722
- Павло Войнич — 1735–1751
- Іван Сичевський — 1755–1766
- Григорій Пивоваров — 1766–1781

У 1785—1797 роках посаду війта скасовано. Магістрату залишили судові функції, а міськими справами займалася «шестигласна дума», очолювана міським головою.
- Василь Копистенський — 1785–1787, бунчуковий товариш, перший міський голова.
- Юхим Митюк (1732—1810) — 1787–1790, купець 1-ї гільдії, бунчуковий товариш, міський голова, очолював міську думу три роки.
- Григорій Радзицький (1790—1798) — міський голова, очолював міську думу до поновлення за імператора Павла І у Києві Магдебурзького права.
- Григорій Радзицький (1798—1801) — затверджений київським войтом 30 червня 1798 року Павлом І.
- Степан Рибальський - 1813 - 1818 (Валентина Шандра. Міщанські органи станового самоврядування в Україні (кінець ХVІІІ - почтаок ХХ ст. Київ, 2016. с. 26)
- Георгій Рибальський — 1801–1813
- Пилип Лакерда — 1814
- Михайло Григоренко — 1815–1826
- Григорій Киселівський — 1826–1834

## Дореволюційний період (1835—1917)

### Російська імперія

#### Міські голови
У Російській імперії градоначальник і міський голова — дві різні посади, з різними функціями. Градоначальником називалося посадова особа з правами губернатора, яка управляла градоначальництвом (тобто містом, що не знаходиться в губернському підпорядкуванні; сучасним аналогом є міста зі спеціальним статусом). Градоначальник призначався імператором. Функція губернатора і відповідно градоначальника — «перший охоронець недоторканності прав верховної влади, зисків держави і повсюдного, точного виконання законів, статутів, найвищих наказів, указів уряду сенату і приписів начальництва». Міський голова — виборна посада, глава міського громадського самоврядування. Градоначальник здійснював нагляд за діяльністю міського самоврядування (зокрема, міського голови). Градоначальників у Києві до 1917 року не існувало, так як місто знаходився в губернському підпорядкуванні Київської губернії.
Київський міський голова був вперше обраний 1835 року.
- Парфеній Дехтерьов — 1835–1837
- Павло Єлисєєв — 1837–1838
- Іван Ходунов — 1838–1841
- Готліб Фінке — 1841–1844
- Іван Ходунов — 1844–1847
- Микола Балабуха — 1847–1851
- Іван Ходунов — 1851–1853
- Семен Личков — 1853–1854
- Андрій Бухтєєв — 1854–1857
- Григорій Покровський — 1857–1860
- Йосип Завадський — 1860–1863
- Федір Войтенко — 1863–1871
- Павло Демидов Сан-Донато — 1871–1872
- Густав Ейсман — 1872–1873
- Павло Демидов Сан-Донато — 1873–1875
- Микола Ренненкампф — 1875–1879
- Густав Ейсман — 1879–1884
- Іван Толлі — 1884–1887
- Степан Сольський — 1887–1900
- Василь Проценко — 1900–1905
- Іполит Дьяков — 1906–1916
- Федір Бурчак — 1916–1917
- Євген Рябцов — 1917–1918

## Революція, визвольні змагання, війна проти більшовицької Росії (1917—1920)

### Введення градоначальництва
Проєкт виділення Києва з губернського підпорядкування та введення градоначальництва був поданий в 1912 році тодішнім київським губернатором Олексієм Гирсом. Питання про заснування Київського градоначальництва було «принципово вирішено» лише на початку 1917 року. У травні 1918 року, за правління гетьмана Павла Скоропадського, київським градоначальником був генерал-майор Олександр Хануков. У вересні того ж року він був відправлений у місячну відпустку, а виконуючим обов'язки градоначальника став Карл Маршалк, колишній помічник начальника московської кримінальної поліції.

#### Комендант Києва
- Щорс Микола Олександрович — 5–13 лютого 1919 року.

### Міські голови
8 (21) серпня 1917 року перша київська демократична (всенародно обрана) Дума обрала міським головою адвоката Євгена Рябцова. Номінально він залишався на цій посаді без перерви аж до листопада 1919 року, хоча в періоди панування більшовиків фактичною владою в місті ані Дума, ані міський голова не володіли; коли ж більшовицька влада уходила з Києва (в березні 1918 року і серпні 1919 року), діяльність органів міського самоврядування поновлювалася. У листопаді 1919 року, коли Київ був під владою Добровольчої армії, виник конфлікт між міською управою і вищою владою, результатом якого стала відставка управи, а разом з нею і Євгена Рябцова з поста міського голови. На його місце був призначений товариш (заступник) міського голови Петро Бутенко, який перебував на цій посаді з 30 жовтня по 14 грудня 1919 року.
З 1919 року, після встановлення у Києві "радянської" влади, посада керівника міста називалася «голова міськради».

### Голови міськради
- Андрій Іванов
- Андрій Бубнов — репресований у 1940 р.
- Євген Рябцов (1919, повторно, денікінська окупація)

## Довоєнний період (1921—1941)

### УРСР
голова Київської міськради:
- Ян Гамарник — 1921–1923, пізніше — керівник Політуправління Робітничо-Селянської Червоної Армії, покінчив життя самогубством.
- Григорій Гринько — 1924–1925, пізніше — нарком фінансів, репресований.
- Пантелеймон Свистун — 1925.
- Панас Любченко — 1925–1927.
- Юрій Войцехівський — 1927–1932.
- Іван Воробйов — 1932.
- Василь Биструков — 1932–1934.
- Рафаїл Петрушанський — 1934–1937, репресований.
- Павло Христич — 1937, репресований.
- Микола Пашко — 1937–1940, репресований.
- Іван Шевцов — 1940–1941, загинув у боях в оточенні.

## Німецька окупація (1941—1943)

### Райхскомісаріат Україна

#### Німецька адміністрація
голова цивільної адміністрації регіону — ґебітскомісар
| 20 жовтня 1941—6 листопада 1943, формально до 1944 |  | Гельмут Віль (нім. Hellmuth Will) | обербургомістр, окружний комісар |

голова цивільної адміністрації міста — штадткомісар
| 1941                   |  | Мусс                                     | міський комісар. |
| 1941—1942              |  | Марве                                    | міський комісар. |
| 1942                   |  | І. А. Реденбахер                         | міський комісар. |
| кінець липня 1942—1943 |  | Фрідріх Роґауш (нім. Friedrich Rogausch) | міський комісар. |
| 1943                   |  | Берндт                                   | міський комісар. |

голова воєнної адміністрації — штадткомандант
| 26 вересня 1941—1 липня 1942  |  | Курт Ебергард (нім. Kurt Eberhard)                 | генерал-майор, воєнний комендант.                                           |
| 1 липня 1942—13 серпня 1943   |  | Мартін фон Ремер (нім. Martin Alexander von Römer) | генерал-майор, воєнний комендант.                                           |
| 13 серпня 1943—16 грудня 1943 |  | Вальтер Фіров (нім. Walter Vierow)                 | генерал-майор, воєнний комендант, з 6 листопада 1943 року керував формально |

#### Міська управа
| 21 вересня 1941—25 жовтня 1941 |  | Олександр Оглоблин    | бургомістр.                                  |
| 29 жовтня 1941—18 лютого 1942  |  | Володимир Багазій     | бургомістр; член ОУН (м); страчений німцями. |
| 18 лютого 1942 — листопад 1943 |  | Леонтій Форостівський | бургомістр.                                  |

## Післявоєнний період (1943—1991)

### УРСР
Голови виконавчого комітету Київської міської Ради депутатів трудящих.
| 1943—1944 |  | Леонід Лебідь         | голова виконавчого комітету ради; член КП(б)У. |
| 1944—1946 |  | Федір Мокієнко        | голова виконавчого комітету ради; член КП(б)У. |
| 1946—1947 |  | Федір Чеботарьов      | голова виконавчого комітету ради; член КП(б)У. |
| 1947—1963 |  | Олексій Давидов       | голова виконавчого комітету ради; член КПУ.    |
| 1963—1968 |  | Михайло Бурка         | голова виконавчого комітету ради; член КПУ.    |
| 1968—1979 |  | Володимир Гусєв       | голова виконавчого комітету ради; член КПУ.    |
| 1979—1990 |  | Валентин Згурський    | голова виконавчого комітету ради; член КПУ.    |
| 1990—1990 |  | Арнольд Назарчук      | голова Київради; член КПУ.                     |
| 1990—1990 |  | Микола Лаврухін       | голова виконавчого комітету ради; член КПУ.    |
| 1990—1991 |  | Григорій Малишевський | голова виконавчого комітету ради; член КПУ.    |

## Незалежна Україна (з 1991)

### Голови
- Голови Київської міської державної адміністрації — призначаються президентом:

| 1992—1993        |  | Іван Салій           | представник президента в Києві.         |
| 1993—1994        |  | Леонід Косаківський  | представник президента в Києві.         |
| 1995—1996        |  | Леонід Косаківський  | .                                       |
| 1996—2006        |  | Олександр Омельченко | член КПУ.                               |
| 2006—2010        |  | Леонід Черновецький  | .                                       |
| 2010—2013        |  | Олександр Попов      | .                                       |
| 2013—2014        |  | Анатолій Голубченко  | тимчасовий виконувач обов'язків голови. |
| 2014             |  | Володимир Макеєнко   | .                                       |
| 2014             |  | Володимир Бондаренко | .                                       |
| 2014— по наш час |  | Віталій Кличко       | .                                       |

- Київський міський голова (голова Київської міської ради) — обирається мешканцями міста:

| 1994—1997        |  | Леонід Косаківський  | голова Київської міської ради.                                       |
| 1997—1998        |  | Леонід Косаківський  | київський міський голова.                                            |
| 1999—2006        |  | Олександр Омельченко | київський міський голова.                                            |
| 2006—2012        |  | Леонід Черновецький  | київський міський голова.                                            |
| 2012—2014        |  | Галина Герега        | секретар Київради — виконувач обов'язків Київського міського голови. |
| 2014— по наш час |  | Віталій Кличко       | київський міський голова.                                            |